# Françoaldo Sena de Souza
Françoaldo Sena de Souza conegut com a França (Codó, Brasil, 2 de març de 1976) és un futbolista brasiler retirat que disputà vuit partits amb la selecció de futbol del Brasil.